# Комаровка (Ленинградская область)
Комаровка — деревня в  Большелуцком сельском поселении Кингисеппского района Ленинградской области.

## История
На карте Ингерманландии А. И. Бергенгейма, составленной по шведским материалам 1676 года, обозначена деревня Sokylä.
На шведской «Генеральной карте провинции Ингерманландии» 1704 года — деревня Sokÿlla.
Как деревня Сикалла она упомянута на «Географическом чертеже Ижорской земли» Адриана Шонбека 1705 года.
На карте Санкт-Петербургской губернии Ф. Ф. Шуберта 1834 года она обозначена как деревня Камаровка.

КОМАРОВКА — деревня принадлежит барону Штакельберху, число жителей по ревизии: 18 м. п., 21 ж. п. (1838 год)

На карте профессора С. С. Куторги 1852 года также отмечена деревня Комаровка.

КОМАРОВКА — деревня гвардии ротмистра Штакельберга, по почтовому тракту, число дворов — 14, число душ — 39 м. п. (1856 год)

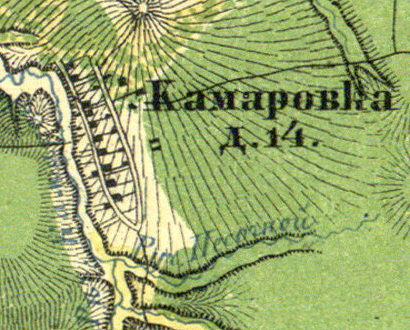
Деревня Комаровка на карте 1860 года

Согласно «Топографической карте частей Санкт-Петербургской и Выборгской губерний» в 1860 году деревня называлась Камаровка и насчитывала 14 крестьянских дворов.

КОМАРОВКА — деревня владельческая при колодцах, число дворов — 9, число жителей: 47 м. п., 36 ж. п. (1862 год)

КОМАРОВКА — деревня, по земской переписи 1882 года: семей — 23, в них 68 м. п., 72 ж. п., всего 140 чел.

КОМАРОВКА — деревня, число хозяйств по земской переписи 1899 года — 24, число жителей: 60 м. п., 66 ж. п., всего 126 чел.;
 разряд крестьян: бывшие владельческие; народность: русская

В конце XIX — начале XX века деревня административно относилась к Горкской волости 2-го стана Ямбургского уезда Санкт-Петербургской губернии.
С 1920 по 1940 год, по условиям Тартуского мирного договора, деревня входила в состав волости Нарва буржуазной Эстонии.
В деревне Комаровка находился железнодорожный пограничный переход между Эстонией и СССР.

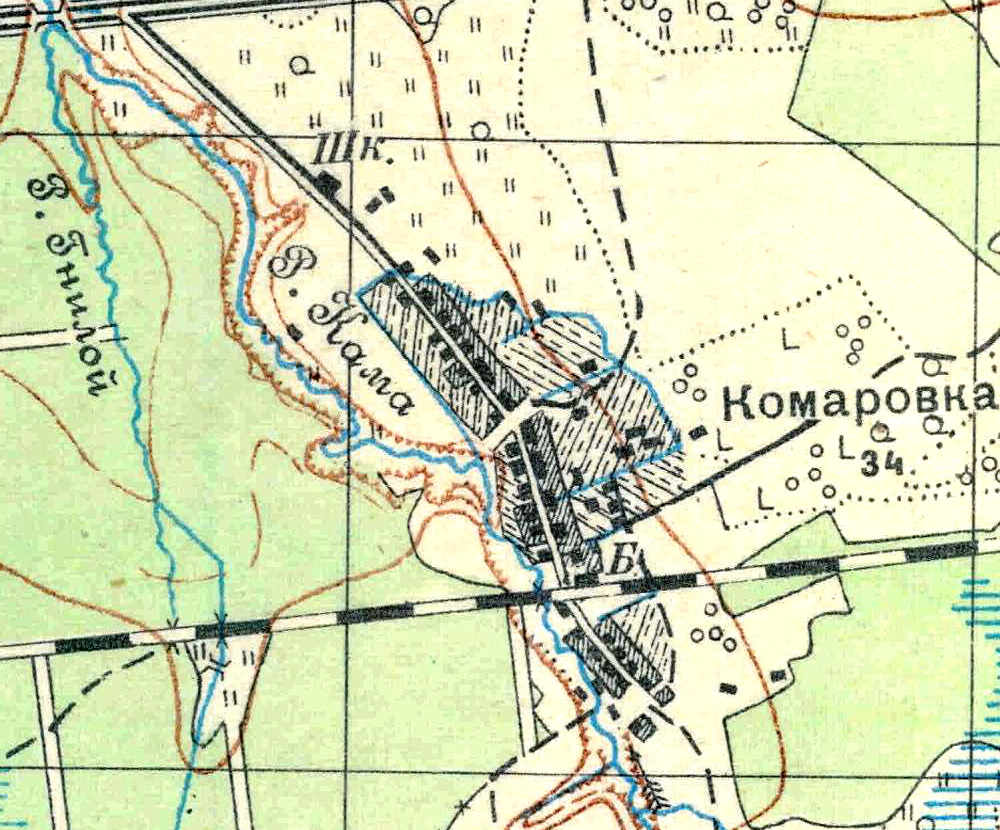
План деревни Комаровка. 1930 год

Согласно топографической карте 1930 года деревня насчитывала 34 крестьянских двора. В северной части деревни находилась школа.
По данным 1966, 1973 и 1990 годов деревня Комаровка входила в состав Кошкинского сельсовета.
В 1997 году в деревне Комаровка Большелуцкой волости проживали 17 человек, в 2002 году — 21 человек (русские — 81 %), в 2007 году — 9.

## География
Деревня расположена в юго-западной части района на автодороге А180 (E 20) (Санкт-Петербург — Ивангород — граница с Эстонией) «Нарва», ограничена с юга железнодорожной линией Гатчина — Ивангород.
Расстояние до административного центра поселения — 18 км.
Расстояние до ближайшей железнодорожной станции Ивангород-Нарвский — 5 км.
Деревня находится на правом берегу реки Кама, в месте впадения в неё Гнилого ручья.

## Демография
| 1862 | 2007 | 2010 | 2017 |
| ---- | ---- | ---- | ---- |
| 83   | ↘9   | ↗21  | ↗29  |

### Национальный состав
Согласно данным Всероссийской переписи населения 2021 года в деревне проживали 16 человек, все русские.

## Фото

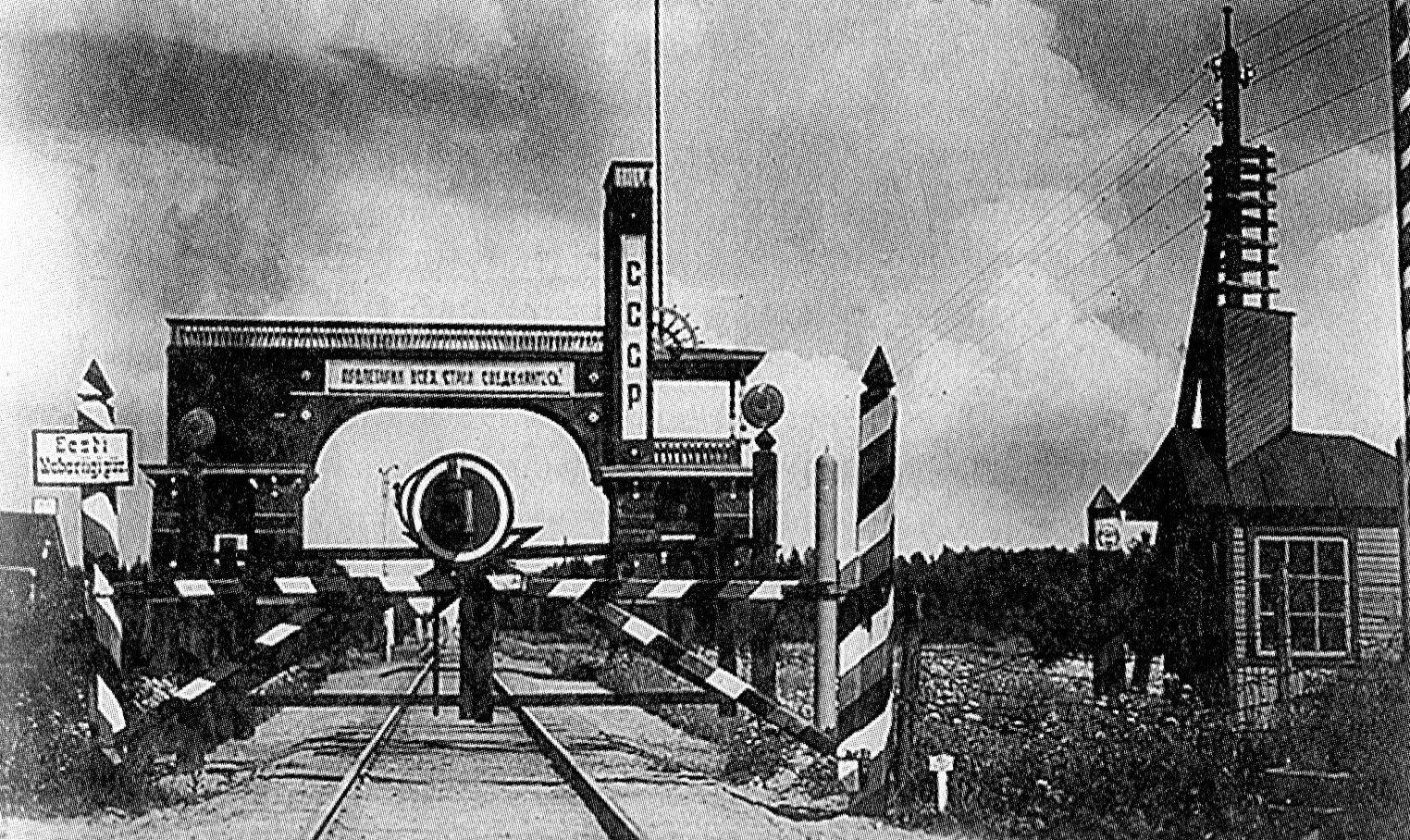
Пограничный переход между СССР и Эстонией. Деревня Комаровка. 1930 год